# Rüdiger Hübbers
Rüdiger Hübbers-Lüking, né le 3 septembre 1965 à St. Tönis, est un canoéiste de slalom allemand qui concourt dans les années 1990.

## Biographie
Il remporte une médaille de bronze dans l'épreuve par équipe C-2 aux Championnats du monde de slalom en canoë de la FIC en 1995 à Nottingham. Il remporte également une médaille d'or dans la même épreuve aux Championnats d'Europe de 1996 à Augsbourg.
Il termine 14e de l'épreuve C-2 aux Jeux olympiques d'été de 1992 à Barcelone.
Son partenaire tout au long de sa carrière active est Udo Raumann.